# باهرة سويقية جرداء
باهرة سويقية جرداء (الاسم العلمي: Agave scaposa) هو نوع من النباتات يتبع جنس الباهرة من الفصيلة الهليونية.